# Wohlfahrtssurvey
Der Wohlfahrtssurvey ist eine repräsentative Befragung der deutschen Bevölkerung zur Messung der individuellen Wohlfahrt und Lebensqualität.
Der Wohlfahrtssurvey wurde in den Jahren 1978, 1980, 1984 und 1988 in Westdeutschland sowie in den Jahren 1993 und 1998 für Gesamtdeutschland durchgeführt. Der Stichprobenumfang bis 1988 lag bei 2000 bis 2500 Personen. 1990 wurde als Vergleichsbasis eine Erhebung bei 735 Personen auf dem Gebiet der neuen Bundesländer durchgeführt. Die Befragungen 1993 und 1998 umfassten rund 2000 Personen in West- und 1000 Personen in Ostdeutschland. Erhebungsmethode ist das Interview. Dabei wurde über den Gesamtzeitraum ein Stamm an Kernfragen wiederholt und für jede Runde ergänzende thematische Zusatzfragen erhoben.

## Themen
Die Erhebungen umfassten die folgenden Themenbereiche:
1. Wohnen
2. Haushalt, Ehe und Familie
3. Soziale Netzwerke
4. Gesundheit
5. Bildung
6. Erwerbstätigkeit
7. Einkommen
8. Gesellschaftliche Beteiligung und Freizeit
9. Umwelt
10. Kriminalität, öffentliche und soziale Sicherheit
11. Globale Maße subjektiven Wohlbefindens
12. Einstellungen und Werte